# Île Tibérine
L’île Tibérine est comme son nom l'indique l'île du Tibre (en latin : Insula Tiberina ou Insula Tiberis ou tout simplement Insula, en italien : Isola Tiberina), située en plein cœur de la ville de Rome. Elle était également désignée sous les noms de : Licaonia ou Isola di San Bartolomeo.
De nos jours, elle se trouve dans le rione de Ripa.

## Situation
D'une longueur de 270 sur 67 mètres  de large, elle est située à un emplacement stratégique, permettant de traverser le fleuve aisément grâce à deux ponts (Isola dei Due Ponti) de tailles réduites au-dessus de ce gué au lieu de devoir construire un ouvrage bien plus grand traversant tout le fleuve, ce qui est peut-être l'une des raisons pour lesquelles les hommes choisirent de s'installer sur ce site.
L'île est reliée :
- à la rive gauche par le pont Fabricius, le plus ancien pont de Rome (62 av. J.-C.) encore debout ;
- à la rive droite par le pont Cestius, un peu plus récent, mais profondément remanié à la fin du XIXe siècle.

## Histoire
Selon une première légende, après la mort du tyran Tarquin le Superbe, les Romains en colère jetèrent son corps dans le Tibre. Il se déposa sur le fond du fleuve et fut recouvert de boue et de vase qui sont à l'origine de l'île.
Selon une autre légende que rapporte Aurelius Victor, écrivain romain tardif, tandis que Rome est frappée par une épidémie en 292 av. J.-C., Ogulnius dirigea une ambassade envoyée chercher un secours divin au sanctuaire d’Asklépios, à Épidaure, dans le Péloponnèse. Là un serpent surgit de la base de la statue d’Asklépios, le dieu grec de la médecine, et alla se nicher à bord du bateau romain. Lorsque ceux-ci revinrent à Rome, le serpent quitta le navire et nagea vers l'île Tibérine. Un temple dédié à Esculape fut alors bâti à cet emplacement durant l'époque antique (d'où le nom également attribué de Insula Aesculapi), et l’épidémie cessa. Il ne reste presque plus de trace de ce lieu de culte (seulement un peu de mur dans les souterrains de la basilique Saint-Barthélemy-en-l'île) qui a été remplacé par un hôpital accueillant les malades.

Aujourd’hui, sa forme générale ne rappelle que vaguement sa forme ancienne, d'autant qu'elle est plus petite que dans l’Antiquité (270 m sur 70 m environ). Ceci est dû notamment aux travaux d’élargissement du bras droit du fleuve qui furent réalisés à la fin du XIXe siècle.

## Représentation dans les jeux vidéo
L'île Tibérine est présente dans le jeu vidéo Assassin's Creed Brotherhood, se déroulant à Rome et ses alentours. Elle abrite le repaire des Assassins.

## Galerie

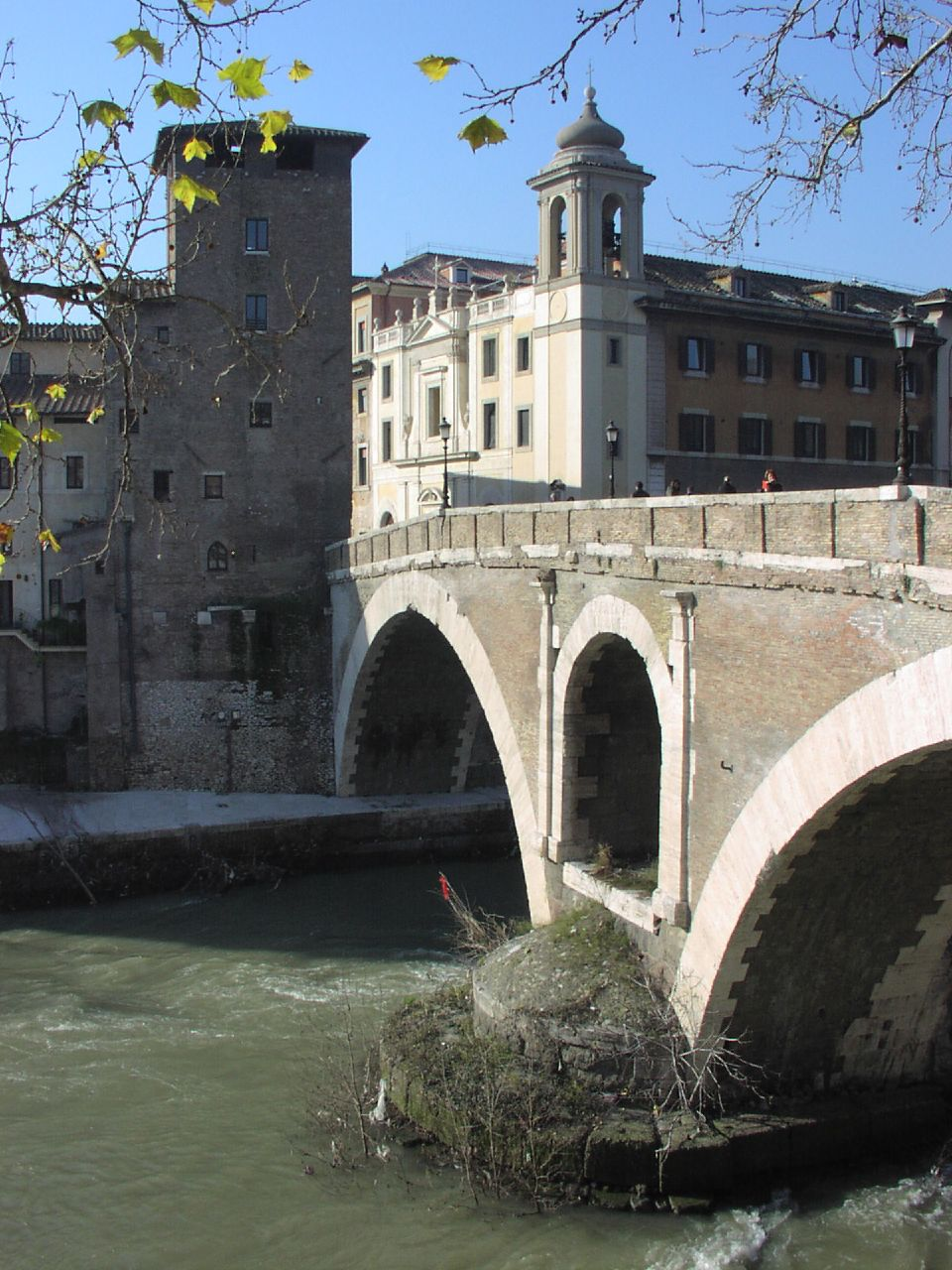
Le pont Fabricius, vers l'île
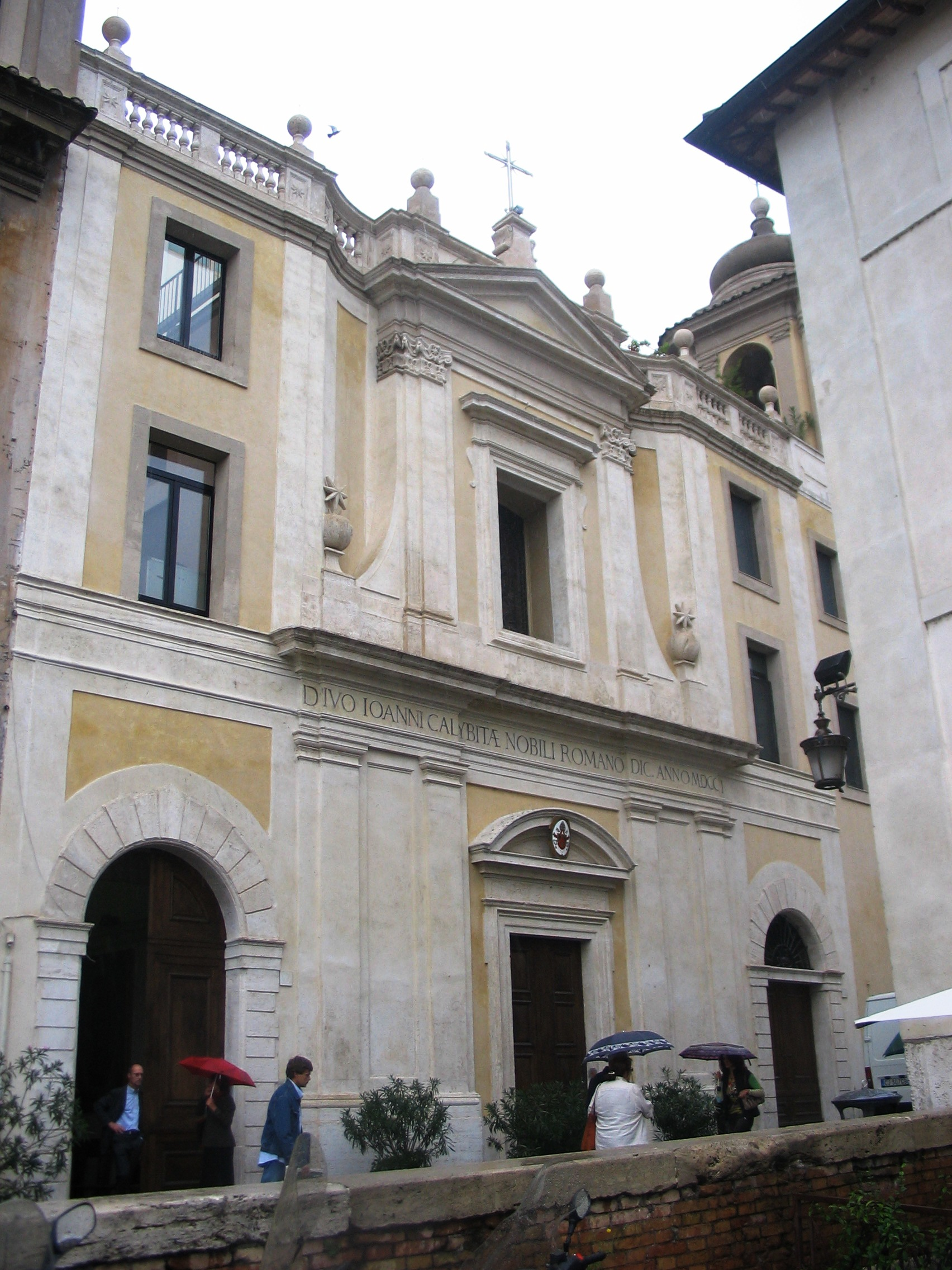
L'église San Giovanni Calibita
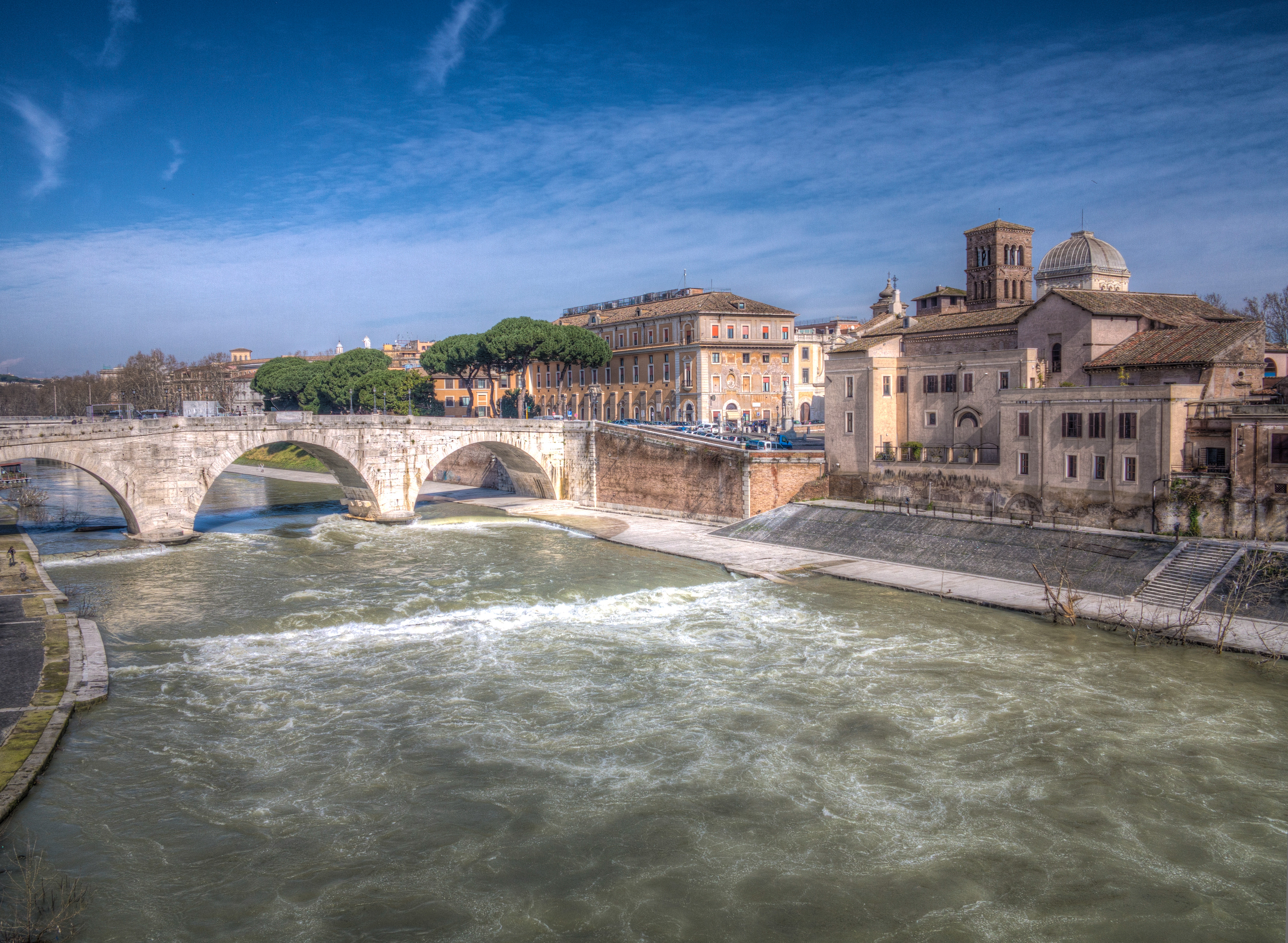
Vue de l'est
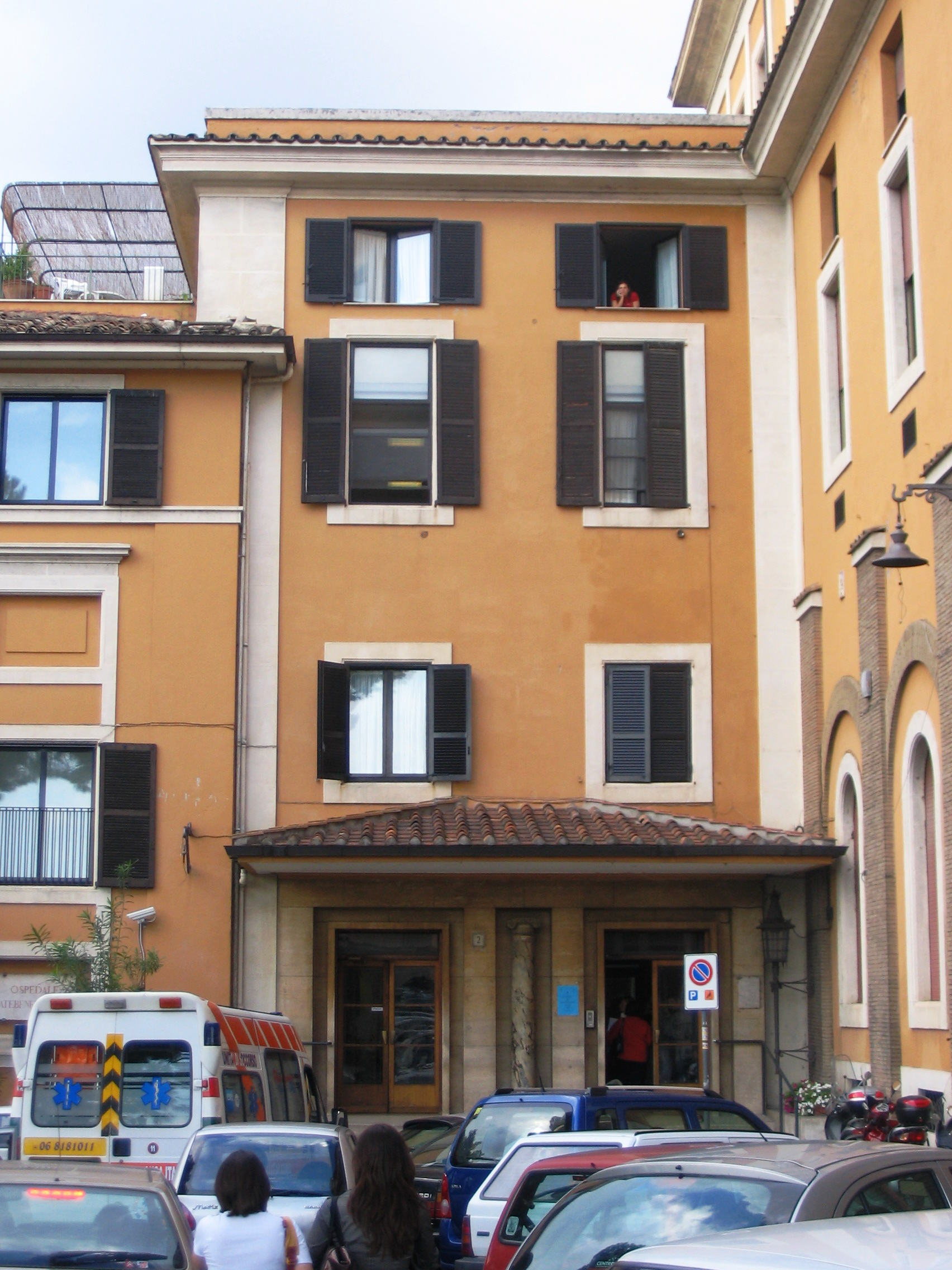
L'entrée de l'hôpital
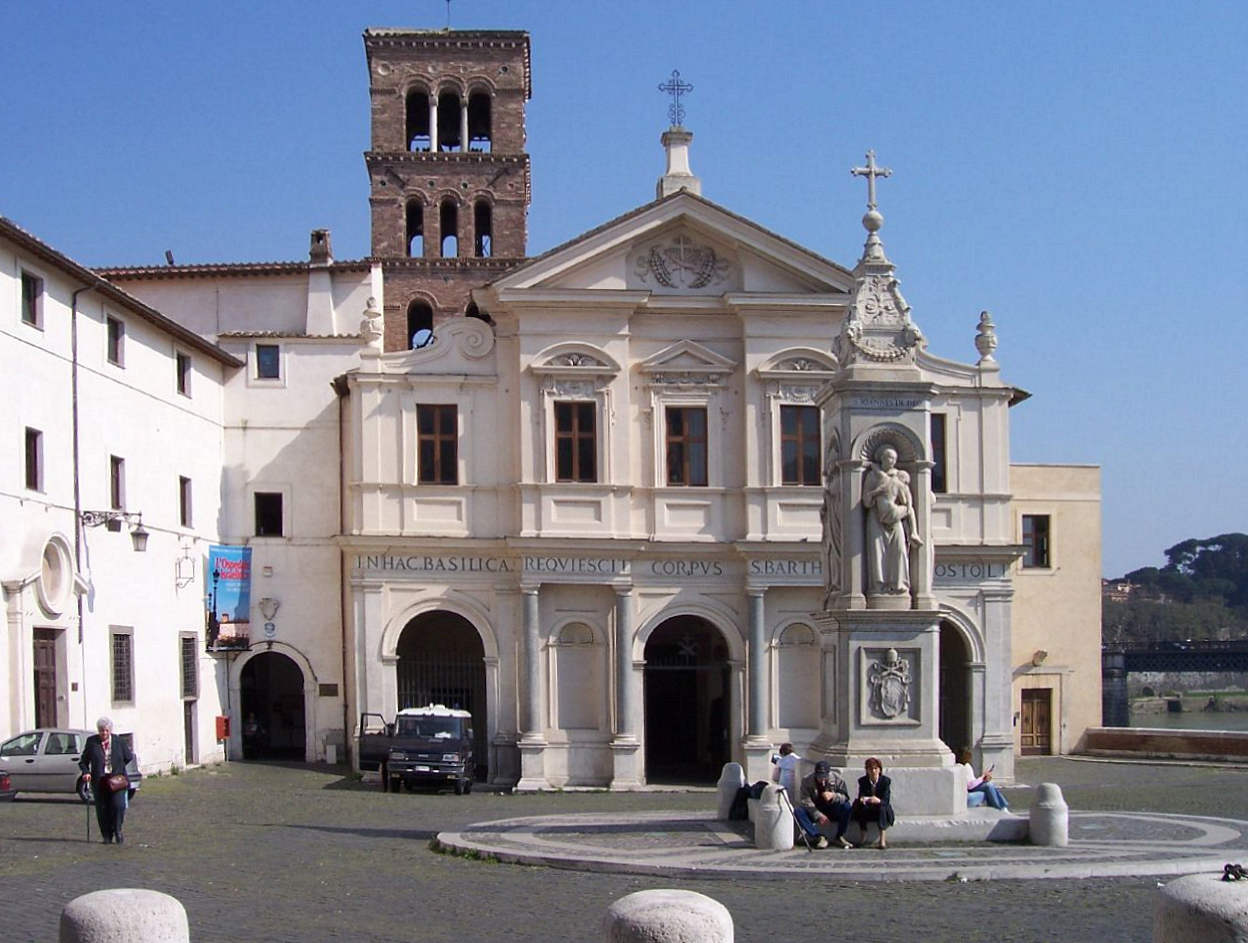
La basilique Saint-Barthélemy-en-l'Île